# فيفي لورينت تاكهولم
فيفي لورينت تاكهولم (7 يناير 1898 - 3 مايو 1978) (بالسويدية: Vivi Laurent-Täckholm)‏ (بالإنجليزية: Vivi Laurent-Täckholm)‏ هي عالمة نبات وكاتبة كتب أطفال سويدية، عاشت في مصر. 

## حياتها ونشأتها
ولدت فيفي لورينت تاكهولم في داندريد 7 يناير 1898، كانت فيفي ابنة الدكتور فيلهلم إدوارد لوران ووالداتها ليلي جيني كارولينا بيرجستراند. واختها توربيرن لوران وخالتها تورفارد سي لوران، علماء نبات، درست فيفي علم النبات في جامعة ستكهولم وتخرج سنة 1921.
سافرت بعدها إلى الولايات المتحدة من عام 1921 حتي عام 1923. وأثناء السفر تزوجت من أستاذ علم النبات جونار تاكولم (1891-1933) عام 1926. وانتقلوا إلى العمل بمصر.
حصلت على الدكتوراه الفخرية في الفلسفة من جامعة ستكهولم في عام 1952.
توفي فيفي أثناء زيارة إلى السويد ودُفن في مقبرة أوبسالا القديمة.

## مسيرتها
عملت خلال الحرب العالمية الثانية في إحدى صحف ستوكهولم لكنها عادت إلى مصر بعد إنتهاء الحرب، وأصبحت أستاذة في جامعة القاهرة بين عام 1946 وعام 1948، وفي جامعة الإسكندرية عام 1947.
بنىت المعهد النباتي في جامعة القاهرة ويقع اليوم داخل كلية العلوم، وجمعت فيها مجموعة من النباتات النادرة، وكانت الأكبر في أفريقيا، حيث أحتوت على حوالي ألف نوع من النباتات، في جميع أنحاء العالم، وخاصة من مصر ولبنان والسعودية والسودان. وبفضل علاقتها مع أمير السويد، أرسلت الأكاديمية الزراعية في ستوكهولم700 كتاب، وقام ملك السويد غوستاف السادس أدولف بتمويل شراء الكتب، وتبرعت الوكالة السويدية للتنمية الدولية بمجموعة من الأفلام المصغرة تحتوي على أكثر من نصف مليون صفحة من الكتب وعينات الأعشاب، وبفضل مؤسسة كنوت وأليس والنبرج في جامعة ستكهولم، تمكنت جامعة القاهرة من بناء مختبر لتحليل حبوب اللقاح بما في ذلك المجهر الإلكتروني، وضم القسم حوالي 20 أستاذًا وأكثر من 2000 طالب.

## تكريم
افتتاح سفير السويد لدي القاهرة حديقة فيفي تاكهولم المستدامة في مقر إقامة السفير السويدى بالقاهرة، حيث قامت السفارة بالتعاون مع جامعة القاهرة بزراعة 13 نبات مصريا تكريما لفيفي، تقديرا لجهودها في الحفاظ على المواد النباتية المصرية القديمة في خطوة لضمان الاستدامة. 

## الأدب
- إيرما ريدباك: فيفي تاكهولم – عالمة نبات ومؤسسة ثقافية ، 1994
- بياتا أرنبورج : البروفيسور فيفي – دن ساجوليكا بوتانيستن ، بوكفورلاجيت أتلانتس، ستوكهولم 2008،(ردمك 978-91-7353-217-4)